# Fafe
Fafe – miejscowość w Portugalii, leżąca w dystrykcie Braga, w regionie Północ w podregionie Ave. Miejscowość jest siedzibą gminy o tej samej nazwie.

## Demografia
| Liczba ludności gminy Fafe (1801–2011) | Liczba ludności gminy Fafe (1801–2011) | Liczba ludności gminy Fafe (1801–2011) | Liczba ludności gminy Fafe (1801–2011) | Liczba ludności gminy Fafe (1801–2011) | Liczba ludności gminy Fafe (1801–2011) | Liczba ludności gminy Fafe (1801–2011) | Liczba ludności gminy Fafe (1801–2011) | Liczba ludności gminy Fafe (1801–2011) | Liczba ludności gminy Fafe (1801–2011) |
| -------------------------------------- | -------------------------------------- | -------------------------------------- | -------------------------------------- | -------------------------------------- | -------------------------------------- | -------------------------------------- | -------------------------------------- | -------------------------------------- | -------------------------------------- |
| 1801                                   | 1849                                   | 1900                                   | 1930                                   | 1960                                   | 1981                                   | 1991                                   | 2001                                   | 2004                                   | 2011                                   |
| 7 573                                  | 13 416                                 | 27 346                                 | 32 959                                 | 43 782                                 | 45 828                                 | 47 862                                 | 52 757                                 | 53 528                                 | 50 633                                 |

## Sołectwa
Sołectwa gminy Fafe (ludność wg stanu na 2011 r.):
- Aboim – 355 osób
- Agrela – 187 osób
- Antime – 1476 osób
- Ardegão – 301 osób
- Armil – 735 osób
- Arnozela – 265 osób
- Cepães – 1410 osób
- Estorãos – 1508 osób
- Fafe – 15 703 osoby
- Fareja – 855 osób
- Felgueiras – 117 osób
- Fornelos – 1374 osoby
- Freitas – 585 osób
- Golães – 2135 osób
- Gontim – 89 osób
- Medelo – 1602 osoby
- Monte – 308 osób
- Moreira do Rei – 1667 osób
- Passos – 1076 osób
- Pedraído – 265 osób
- Queimadela – 490 osób
- Quinchães – 2278 osób
- Regadas – 1666 osób
- Revelhe – 849 osób
- Ribeiros – 640 osób
- Santa Cristina de Arões – 1538 osób
- São Clemente de Silvares – 570 osób
- São Gens – 1703 osoby
- São Martinho de Silvares – 1325 osób
- São Romão de Arões – 3295 osób
- Seidões – 512 osób
- Serafão – 996 osób
- Travassós – 1539 osób
- Várzea Cova – 358 osób
- Vila Cova – 219 osób
- Vinhós – 642 osoby